# Sabrina Pignedoli
Sabrina Pignedoli (Castelnovo ne' Monti, 24 d'octubre 1983) és una politica i periodista italiana.
Es dedica principalment a l'estudi del crim organitzat, i a la denúncia del silenci que l'afavoreix. Per la seva investigació sobre la infiltració de la 'Ndrangheta d'Emília-Romanya, en particular de la família Grandi Aracri, va rebre amenaces, i el 2016 li van concedir el Premi Estense. Des de març de 2019, col·labora amb la Comissió Parlamentaria Antimàfia.
El 26 de maig de 2019 va ser escollida al Parlament Europeu amb el Moviment 5 Estrelles, a la circumscripció del nord-est.

## Biografia

### Primers anys
Sabrina va créixer a la província de Reggio nell'Emilia, a Nismozza (avui part del municipi de Ventasso). Va estudiar a la Universitat de Bolonya on va obtenir una llicenciatura de tres anys en DAMS (especialitat en Cinema) i un màster en Cinema, televisió i producció multimèdia.
Posteriorment, es va matricular al Màster en Periodisme de la Universitat de Bolonya i va presentar una tesi sobre el paper de la premsa en la mala direcció de la massacre del 2 d'agost de 1980. Mentrestant, realitzava el seu aprenentatge a les redaccions del TgR d'Emília-Romanya i del QN Resto del Carlino. És periodista professional des del desembre de 2009. A més de col·laborar principalment amb QN i ANSA.

### Periodisme
Des de l'inici de la seva activitat periodística s'ha ocupat de l'⁣actualitat criminal i judicial i entra en contacte amb les investigacions sobre l'ampliació de la 'Ndrangheta fora de Calàbria. I decideix investigar la seva presència a la província de Reggio Emilia. L'interès creixent per les famílies properes a la 'ndrine la porta, l'any 2013, a rebre una amenaça telefònica d'un home proper a les bandes (condemnada definitivament amb sentència ferma el 24 d'octubre de 2018). Pignedoli va denunciar immediatament l'incident. Pel coratge mostrat en l'ocasió, va ser guardonada per Anita Garibaldi amb el certificat de mèrit del moviment “Mil dones per Itàlia”.
Es va matricular a la Universitat de Mòdena i Reggio Emilia i, el 2015, va obtenir un segon títol d'especialista en Economia i dret per a empreses i administracions públiques. L'octubre del mateix any es va publicar el seu primer llibre, Operation Aemilia: How a gang of 'Ndrangheta settled in the North, que li va valer l'Àguila Daurada del Premi Estense 2016.
El maig de 2016 es va traslladar a Roma, on va estudiar el doctorat en Comunicació, Investigació Social i Màrqueting, a la Universitat La Sapienza. Inicia una col·laboració amb la periodista Ambra Montanari, amb qui investiga l'expansió de la 'Ndrangheta a Alemanya.
Des del març de 2019 és consultor a temps parcial de la Comissió d'Investigació del Parlament sobre el fenomen de les màfies i altres associacions criminals, incloses les estrangeres, de la XVIII legislatura.

### Activitat política
El 12 d'abril de 2019, Luigi Di Maio, aleshores líder polític del Moviment 5 Estrelles, la va proposar com a líder de la circumscripció del nord-est a les eleccions europees. El vot en línia dels socis confirmà la seva candidatura. El 26 de maig va ser escollida amb 13 768 preferències.

## Obres
- Operazione Aemilia: Come una cosca di 'Ndrangheta si è insediata al Nord. S. Pignedoli. Imprimatur, 2015. ISBN 978-8868303112
- Le mafie sulle macerie del muro di Berlino. A. Montanari e S. Pignedoli. Diakros, 2019. ISBN 978-8832176049